# Милна (Брач)
Милна је насељено мјесто и сједиште истоимене општине на острву Брачу, Сплитско-далматинска жупанија, Република Хрватска.

## Географија
Милна је највеће насеље на западној обали Брача. Смјештена је у дубокој ували која гледа на Сплитска врата. У Сплитским вратима, испред милнарске увале, налази се острвце Мрдуја око које се одвија Мрдујска регата. Милна је са Сплитом повезана катамараном, а трајектна лука у Супетру је удаљена око 20 km.

## Историја
До територијалне реорганизације у Хрватској налазила се у саставу старе општине Брач. Насеље се развило почетком 17. вијека и било је најважнија лука на Брачу до средине 20. вијека.

## Становништво
На попису становништва 2011. године, општина Милна је имала 1.034 становника, од чега у самој Милни 830.

### Општина Милна
| Број становника по пописима | Број становника по пописима | Број становника по пописима | Број становника по пописима | Број становника по пописима | Број становника по пописима | Број становника по пописима | Број становника по пописима | Број становника по пописима | Број становника по пописима | Број становника по пописима | Број становника по пописима | Број становника по пописима | Број становника по пописима | Број становника по пописима | Број становника по пописима |
| --------------------------- | --------------------------- | --------------------------- | --------------------------- | --------------------------- | --------------------------- | --------------------------- | --------------------------- | --------------------------- | --------------------------- | --------------------------- | --------------------------- | --------------------------- | --------------------------- | --------------------------- | --------------------------- |
| 1857                        | 1869                        | 1880                        | 1890                        | 1900                        | 1910                        | 1921                        | 1931                        | 1948                        | 1953                        | 1961                        | 1971                        | 1981                        | 1991                        | 2001                        | 2011                        |
| 3.223                       | 3.814                       | 3.994                       | 4.500                       | 4.677                       | 3.945                       | 3.243                       | 2.664                       | 1.919                       | 1.865                       | 1.760                       | 1.416                       | 1.102                       | 1.118                       | 1.100                       | 1.034                       |

Напомена: Настала из старе општине Брач.

### Милна (насељено место)
| Број становника по пописима | Број становника по пописима | Број становника по пописима | Број становника по пописима | Број становника по пописима | Број становника по пописима | Број становника по пописима | Број становника по пописима | Број становника по пописима | Број становника по пописима | Број становника по пописима | Број становника по пописима | Број становника по пописима | Број становника по пописима | Број становника по пописима | Број становника по пописима |
| --------------------------- | --------------------------- | --------------------------- | --------------------------- | --------------------------- | --------------------------- | --------------------------- | --------------------------- | --------------------------- | --------------------------- | --------------------------- | --------------------------- | --------------------------- | --------------------------- | --------------------------- | --------------------------- |
| 1857                        | 1869                        | 1880                        | 1890                        | 1900                        | 1910                        | 1921                        | 1931                        | 1948                        | 1953                        | 1961                        | 1971                        | 1981                        | 1991                        | 2001                        | 2011                        |
| 1.907                       | 2.253                       | 2.260                       | 2.489                       | 2.579                       | 2.293                       | 3.243                       | 1.645                       | 1.212                       | 1.231                       | 1.221                       | 1.056                       | 860                         | 875                         | 862                         | 830                         |

Напомена: У 1921. садржи податке за насеља Бобовишћа и Ложишћа.

### Попис1991.
На попису становништва 1991. године, насељено место Милна је имало 875 становника, следећег националног састава:
| Попис 1991.‍  | Попис 1991.‍  | Попис 1991.‍ | Попис 1991.‍ | Попис 1991.‍ |
| ------------ | ------------ | ----------- | ----------- | ----------- |
|              |              |             |             |             |
| Хрвати       | Хрвати       |             | 803         | 91,77%      |
| Срби         | Срби         |             | 24          | 2,74%       |
| Југословени  | Југословени  |             | 10          | 1,14%       |
| Муслимани    | Муслимани    |             | 6           | 0,68%       |
| Албанци      | Албанци      |             | 3           | 0,34%       |
| Словаци      | Словаци      |             | 3           | 0,34%       |
| Словенци     | Словенци     |             | 2           | 0,22%       |
| Црногорци    | Црногорци    |             | 2           | 0,22%       |
| Италијани    | Италијани    |             | 1           | 0,11%       |
| Немци        | Немци        |             | 1           | 0,11%       |
| Пољаци       | Пољаци       |             | 1           | 0,11%       |
| Чеси         | Чеси         |             | 1           | 0,11%       |
| остали       | остали       |             | 1           | 0,11%       |
| неопредељени | неопредељени |             | 9           | 1,02%       |
| непознато    | непознато    |             | 8           | 0,91%       |
| укупно: 875  |              |             |             |             |